# 約西皮夫卡 (伊凡諾-法蘭科夫斯克州)
49°19′19″N 24°31′44″E / 49.32194°N 24.52889°E
約西皮夫卡（羅馬化：Yosypivka）是烏克蘭西部的村莊，隸屬伊萬諾-弗蘭科夫斯克州的伊萬諾-弗蘭科夫斯克區。該村始建於1911年，面積5.9平方公里，2001年人口53，人口密度每平方公里8.9人。